# ثانيسار
ثانيسار (تسمى أحيانًا ثانيسوار وقديمة Sthanishvara ) هي مدينة تاريخية ومركز حج هندوسي مقدس تقع على ضفاف نهر ساراسواتي في ولاية هاريانا في شمال الهند. تقع المدينة في منطقة كوروكشترا على بعد حوالي 160 كم شمال غرب دلهي. تضم أيضا المناطق الحضرية الواقعة ضمن حدود منطقة كوروكشترا.
كان برابهاكارا فاردانا هو حاكم ثانيسار في القرن السابع وخلفه أبناؤه راجيافاردانا وهارشا.